# 巧龍屬
巧龍屬（由通俗拉丁語的bellus「美麗」及古希臘語的σαῦρος「蜥蜴」組成）是一屬小型短頸的蜥腳下目恐龍，生存於侏羅紀中期，身長約為4.8公尺。化石發現於中國新疆準噶爾盆地東北的石樹溝組地層。

## 發現和命名
模式種也是唯一種蘇氏巧龍（Bellusaurus sui）由中國古生物學家董枝明於1990年描述。巧龍的遺骸在新疆準噶爾盆地東北的石樹溝組發現。在同一挖掘地點共發掘出17頭蘇氏巧龍，被認為是一群巧龍被突發性的洪水溺死。一些特徵顯示牠們全是幼龍。屬名來自拉丁語bellus為小巧、精緻和美麗的意思，意指這些蜥腳類的小且輕型。種名則是紀念中國科學院古脊椎動物與古人類研究所的已故化石修復員與裝架專家蘇有伶，巧龍是他生前清修的最後一件化石。

## 敘述

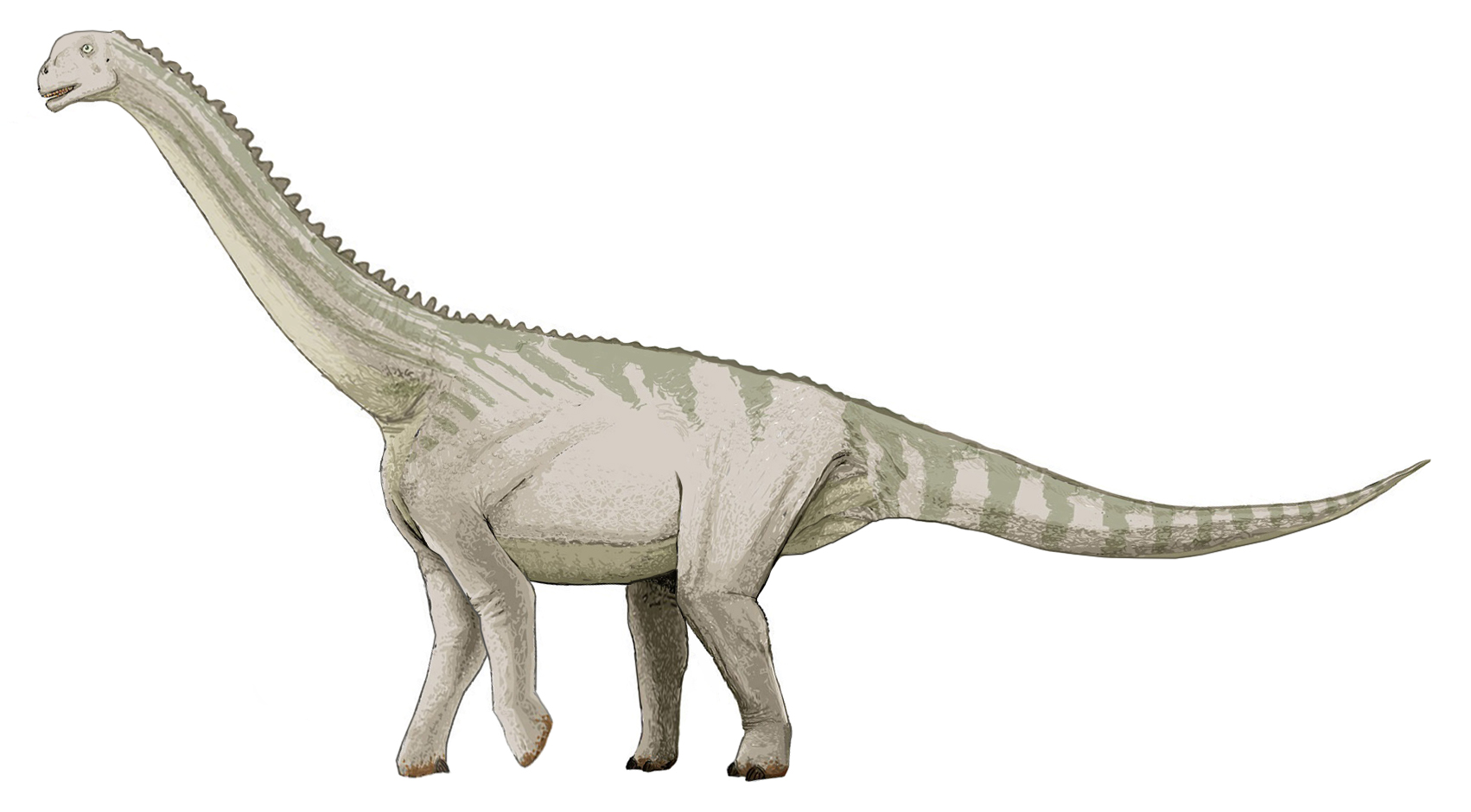
巧龍的復原圖

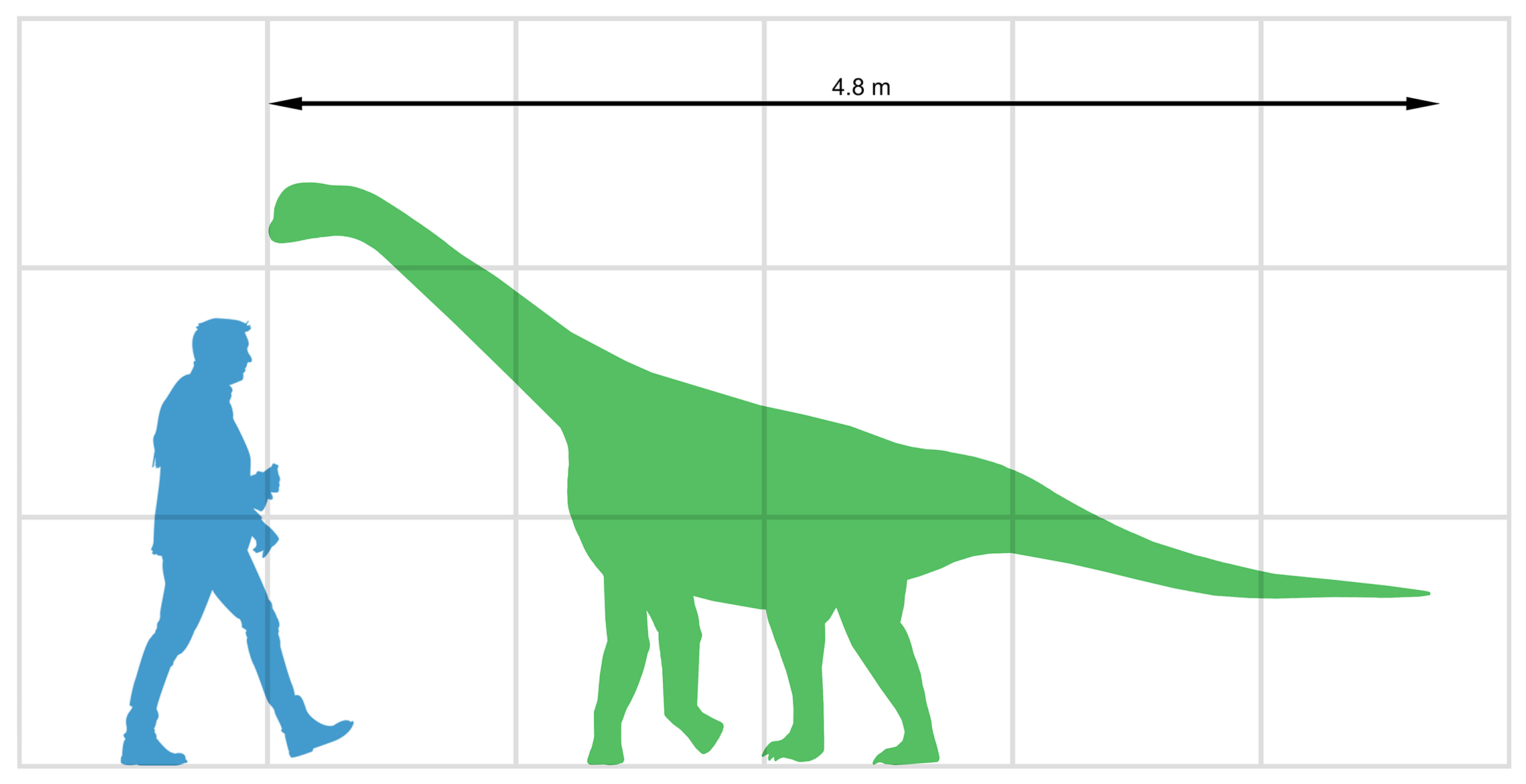
巧龍與人類的體型比較

不確定巧龍的化石材料是否來自青少年個體。恐龍的青少年特徵在Galton（1982）關於劍龍成長的研究中提到，當中提到這群小型巧龍是經歷一次大災難的少年群體，從遺骸觀察到單次大規模死亡事件。因為標本年齡的不確定性使形態特徵不穩定而難以將其歸類至特定的分類。曾有理論認為克拉美麗龍是巧龍的成年體，但Moore等人（2018）針對巧龍的研究根據兩者年齡的差距不大及一些非遺傳特徵上的差異性反駁這項理論。

## 外部連結
- http://web.me.com/dinoruss/de_4/5a6c1d1.htm （页面存档备份，存于）
- Bellusaurus in the Dino Directory